# 王鳳翥 (道光進士)
王鳳翥，贵州玉屏人，清朝政治人物，同進士出身。
道光十三年（1833年）癸巳科進士，三甲九十四名，官四川井研縣知縣。